# Medicina estetică
Medicina estetică este o ramură a medicinei moderne care se concentrează pe modificarea aspectului nedorit, natural sau dobândit, prin tratarea unor afecțiuni precum cicatrici, laxitate a pielii, riduri, alunițe, pete hepatice, exces de grăsime, celulită, păr nedorit, decolorare a pielii, vene păianjen și/sau orice aspect nedorit vizibil extern. În mod tradițional, aceasta include dermatologia, chirurgia orală și maxilo-facială, chirurgia reconstructivă și chirurgia plastică, proceduri chirurgicale (liposucție, liftinguri faciale, implanturi mamare, ablație prin radiofrecvență), proceduri nechirurgicale (strângere a pielii prin radiofrecvență, liposucție nechirurgicală, peeling chimic, câmp electromagnetic focalizat de mare intensitate, îndepărtarea grăsimii prin radiofrecvență) și o combinație a ambelor. Procedurile medicinei estetice sunt de obicei elective. Există o lungă istorie a procedurilor medicinei estetice, care datează de la multe cazuri notabile din secolul al XIX-lea, deși tehnicile s-au dezvoltat mult de atunci.